# Zarándokutak Magyarországon

## Gyöngyök Útja
A 2006-ban indult Via Margaritarum (Gyöngyök Útja) zarándokút Mátraverebély-Szentkút és Mariazell között, illetőleg Budapest és Mátraverebély-Szentkút között halad. „Lelki ívét az útvonalon található történelmi és szent helyek, ill. Az élet gyöngyei elnevezésű elmélkedési füzér adják.”
A Mátraverebélyt Mariazellel összekötő út szándék szerint a középkori országutak, zarándokútvonalak vonalát követi. Az utat az út honlapja 760 kilométernek írja le, mi azonban 740 km-t számoltunk térkép alapján, amelyen a magyarországi szakasz 558 km. A rövidebb, csak hazai szakaszokat tartalmazó útvonal 189 km hosszan vezet a fővárosból a kegyhelyre. Az út két hazai szakasza összesen 106-szor halad át valamely településen. (ebből 21 település a közös szakasz része) Az útnak nincs hivatalos kezdőpontja, ám oklevelet elviekben csak az kaphat, aki ezt a teljes, 189 km-es utat megteszi Budapestről. A mariazell-i oklevélhez pedig mindössze annyi a követelmény, hogy valahonnan Magyarországról induljon a zarándok.
A Gyöngyök Útja magát abban határolja el – az interjú során kimondottan – a többi zarándokúttól, hogy itt sokkal tudatosabban jelenik meg a befelé figyelés, lelki jelleg, amelyhez Az élet gyöngyei karkötővel és annak jelképes gyöngyeivel kívánnak hozzájárulni, és amelynek használatához komoly lelki táplálékot, használati útmutatót is nyújtanak, illetve a térképen is ajánlják, hogy melyik szakaszon melyik gyöngy által szimbolizált elmélkedési témán gondolkodjanak a résztvevők.

## Mária Út
A 2006-ban alapított Mária Út Közhasznú Egyesület által fenntartott Mária Út egy napjainkban is folyamatos fejlesztés, kijelölés alatt álló, saját maga meghatározása alapján „Közép-Európán átívelő zarándok- és turistaút-hálózat, melynek kelet-nyugati tengelye az ausztriai Mariazelltől az erdélyi Csíksomlyóig vezet”. Emellett egy észak-déli főútvonal is vezet, amely Magyarországon már jól kijelölt, a határon túli területek azonban még javában fejlesztés alatt vannak. A cél, hogy az útvonal rajzolata idővel egy Közép-Európát átölelő keresztet adjon a térképen.
A keresztet kitevő főutakat és a többi – a főútvonallal együtt általunk összeszámolva 18 – Mária Utat számos alternatív útvonal teszi még színesebbé, hosszabbá, ám a fenntartó saját narratívája szerint főleg e kettőre, a nyugat-kelet irányú M01-es utat, illetve az észak-déli irányú M02-es útra koncentrál.
A Mária Út már jelzett vagy legalább térképen kijelölt hazai szakaszai saját számításaink szerint megközelítőleg 2238 km-t tesznek ki (ez alatt összesen 382-szer halad át valamely településen, közös szakaszokat, kereszteződéseket is beleszámolva), ám további ~400 km kijelölése és jelzése tervezetten várható. További útvonalakat is terveznek kialakítani, viszont ezek várható hossza még nem ismert a honlapon található információk szerint sem. Az úton nemzetközi szinten (a hazai szakaszokat is beleszámítva) 5209 km-nyi Mária Út érhető el, ám összesen 8957 km várható, ha az összes már most ismert fejlesztési terv megvalósul.

## Szent Erzsébet út
A Sárospatakon Szent Erzsébet születésének a 800. évfordulóján, a Szent Márton Út mintájára 2007-ben létrejött Szent Erzsébet Út Alapítvány célja, hogy „összekösse az európai Szent Erzsébet emlék- és tiszteleti helyeket, s létrehozzon egy olyan zarándokutat, amely megerősíti a szellemi és lelki összetartozást, és fizikai valóságában is végigjárható utat jelöl ki”. A zarándokút végül 2011 óta köti össze Sárospatakot és Kassát.
Az út egyelőre Magyarország legrövidebb zarándokútja a hat közül. Eddigi egyetlen szakasza mindössze 7 hazai települést érint Magyarországon, megközelítőleg 86 km hosszan, és még 4-et Szlovákia területén, 20 km hosszan. A honlapról és egyéb információs forrásokból még nem érhető el, de megtörtént a Sárospatak-Tokaj szakasz kijelölése is, amely 45 km hosszan fut (a kutatáshoz átadott térképen, bővebb információ hiányában ez a szakasz még nem szerepel). Valamint további tervek is léteznek az út folytatására, hogy Szent Erzsébet életútját tovább kövessék a Buda, Esztergom, Pozsony, Csehország, Türingia útvonalon, de ennek megvalósítása még nem kezdődött el. Illetőleg a többi zarándokút infrastruktúráján keresztül ajánlják elérni ezeket a desztinációkat. Tokajig éppen azért vezették el az utat, hogy ott rácsatlakozhasson a Mária Útra, amin keresztül, különböző kereszteződéseken át el lehet jutni Budáig, majd pedig a Magyar Zarándokúton, illetve a Szent Jakab Úton egészen Pozsonyig.

## Szent Jakab-út
A Magyarországon 2009-ben – korábbi El Caminót járt zarándokok lelkesedéséből fakadt kezdeményezésére – alapított Szent Jakab Út fenntartója az utat a spanyolországi El Camino-val azonosítja. A Budapestről, Pannonhalmán és Lébényen át, az országot Rajkánál elhagyó út csatlakozik az európai Szent Jakab Út hálózatához, így elviekben egyenesen el lehet jutni Szent Jakab apostol sírjához. A magyar szakaszt a spanyol Szent Jakab Út is elismeri, regisztrálta, feltünteti partnerei között. Érdekesség, hogy az út magát „egypofásnak” nevezi, azaz kizárólag egy irányba járható, Budapest felől került felfestésre az út jelzése, visszafelé ezért nem ajánlott a haladás.
A fő útvonal honlapon jelzett, magyar képviselők által fenntartott hossza 250 km, Budapesttől Rajkáig, alternatív útvonala pedig 210 km, Tihanytól Rajkáig, igaz, ebből önállóan (nem a főúton) csak 109 km-t halad az út. Teljes hazai útvonala 460 km, amely alatt 50-szer halad át valamely magyar településen (a közös szakaszokat is beleszámolva), Pozsonyig számítva 523 km. Magyarországon végig jól jelzett, karbantartott útvonalról van szó, kitapasztalt, interjúalanyaink szerint is készséges szállásadókkal. Többen – akik ezen az úton haladtak – egymástól függetlenül is hangsúlyosan kiemelték ezt, míg más út esetében ez a tényező csak felületesebben került elő.

## Szent Márton Út
A  Szent Márton Út egy több európai ország összefogása és együttműködése révén 2005-ben létrejött és napjainkig is folyamatosan fejlődő, teljes nemzetközi szakaszát tekintve késznek még nem tekinthető zarándokút.
A fő európai útvonal, amely Szent Márton születési helyét és halálának helyét köti össze (Szombathely-Tours: Magyarországon, Szlovénián, Olaszországon és Franciaországon keresztül) – a fenntartó szerint – megközelítőleg 2500 km hosszú, a teljes európai úthálózat megközelítőleg 4000 km-es. A fő útvonal Magyarországon és Franciaországban teljesen kiépített, jelzett, a szálláshelyek rendelkezésre állnak, gazdag információs anyag és önkéntes háttér segíti az úton lévőket. Szlovéniában közel kész, hosszan jelzett, de a szálláshely-helyzet még hiányos egyes szakaszokon, ám telefonon keresztül mind a magyar, mind a szlovén fenntartó készségesen segít szálláshelyet találni és foglalni, az esetleges segítséget, beavatkozást megszervezni. A helyzet Olaszországban a legrosszabb. Az út nem jelzett, pontosan kijelölve sincs, az egyénnek magának kell eljutnia két végpont között az egyes állomásokra. A javulásra nem nagyon mutat hajlandóságot az olasz fél – fenntartói elmondás alapján.
A többi európai út hektikusan, hol jobban, hol kevésbé jól jelzett, szervezett, ám a hazai fenntartó szerint a zarándokok 80%-a a fő útvonalon halad, nem a „mellékutakat” használja.
Magyarországon a Szent Márton Út összesen ~700 km hosszan fut, amelyből a fő útvonal mindössze ~100 km-t tesz ki. Hazai szakaszai összesen 113 településen mennek keresztül (ebből Szombathely kétszer szerepel, tekintve, hogy két útnak is kezdőpontja.) Az északi rövid útvonal Szombathely és Rajka között ~170 km, a Pannonhalmát is érintő hosszabb útvonal ~230 km. Két önálló Szent Márton Út („kör”) is található még az országban, amelyek nem csatlakoznak rá a Szombathelyet érintő szakaszokra: Az Alföldi Szent Márton Út (Tiszapüspöki - Kunszentmárton) és a Via Divide Caritatem - Szent Márton-út Baranyában (Pécs-Pécs). Mindkét útvonal megközelítőleg 100-100 km hosszú.

## Külső hivatkozások
- gyongyokutja.hu
  - viamargaritarum.info – régebbi oldal
- magyarzarandokut.hu
- mariaut.hu
- szenterzsebetut.hu
- szentjakabut.hu
- viasanctimartini.eu